# 남부선
남부선(南部線)은 주인선의 인천역과 남인천역 구간을 남겨서 운행하는 화물 철도이다. 코레일의 영업거리표에는 등재되어 있지 않은 노선이다. 

## 같이 보기
- 주인선